# Klassiker (tidskrift)
Klassiker var en svensk tidskrift om bilar, mopeder och i viss mån motorcyklar med tyngdpunkt på fordon tillverkade på 1900-talet. Klassiker gavs ut av OK-förlaget och var därmed systertidning till bl.a. Vi Bilägare och numera nedlagda Husbil & Husvagn och Moped. 
Medarbetare var bland andra Carl Legelius och Claes Johansson, båda med förflutet på motortidningarna Retro och Teknikens värld, samt Fredrik Nyblad som tidigare arbetat på bland annat TV4 och Expressen. Fasta frilansare var mekexperten Lars "Julle" Olofsson och fotografen Simon Hamelius. 
Under Klassikers paraply gavs också ut flera specialutgåvor som VolvoKlassiker sedan 2016 med Fredrik Nyblad som chefredaktör och Saab Cars Magazine sedan 2018 med Claes Johansson som chefredaktör. 
Klassiker stod som värd för flera evenemang som Träffpunkt 70 & 80 på Skokloster (tidigare Wenngarn och Grytsberg) samt morgonträffarna Frukostklubben som numera arrangeras av Verktygsboden tillsammans med lokala bilklubbar i Stockholm, Norrköping och Hälsingland. 
Redaktionen gav även ut podden Studio Klassiker. 
Klassiker startades 2004 med Kjell Broberg som chefredaktör. Första numret hade en svart Volvo Amazon på omslaget. 2006 tog Carl Legelius över som chefredaktör, samtidigt tillträdde Claes Johansson som redaktör. Våren 2025 kom beskedet att tidningen och dess syskontidningar skulle läggas ner och nummer 6/2025 blev sista numret. 
Klassiker utkom med 10 nummer årligen. Upplagan är enligt Tidningsstatistik AB 20 000 exemplar (2010).